# Jean-Joseph Weerts
Jean-Joseph Weerts (Roubaix, 1 de maio de 1846 -  Paris, 28 de setembro de 1927) foi um pintor francês de origem belga que trabalhou no estilo académico.

## Vida

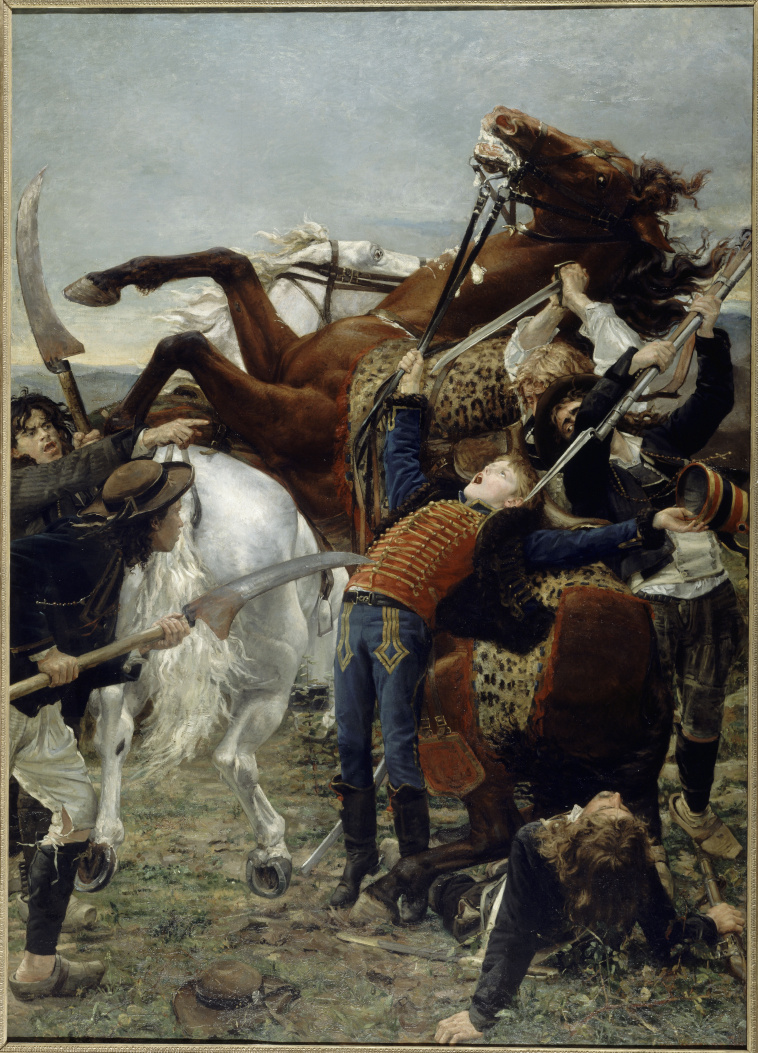
A morte de Joseph Bara, de Jean-Joseph Weerts, 1880.

O seu pai era engenheiro mecânico, e deu-lhe a sua primeira introdução ao desenho. Mais tarde, em 1858, frequentou a Académie des Beaux-arts de Roubaix. Com uma pensão de Roubaix, matriculou-se na École des Beaux-Arts em 1867, trabalhando nos estúdios de Alexandre Cabanel.
Produziu cerca de 700 trabalhos sobre temas históricos e religiosos. A "Morte de Bara" rendeu-lhe a Légion d'honneur em 1884. Ele também decorou uma série de edifícios públicos em toda a França e participou em vários projetos oficiais para a Terceira República Francesa, incluindo o Hôtel de Ville, Sorbonne, e o Hôtel des Monnaies. Também trabalhou na Prefeitura de Limoges e na Faculdade de Medicina de Lyon.
Foi sepultado no cemitério de Père-Lachaise.

## Leitura Adicional
- Didier Schulmann, Jean-Joseph Weerts, exhibition catalog, Musée de Roubaix, 1989 ISBN 2-906982-06-7
- Amandine Delcourt and Chantal Acheré, Les Jean-Joseph Weerts de la Piscine, exhibition catalog, La Piscine, Roubaix, 2012 ISBN 978-2-918698-32-6

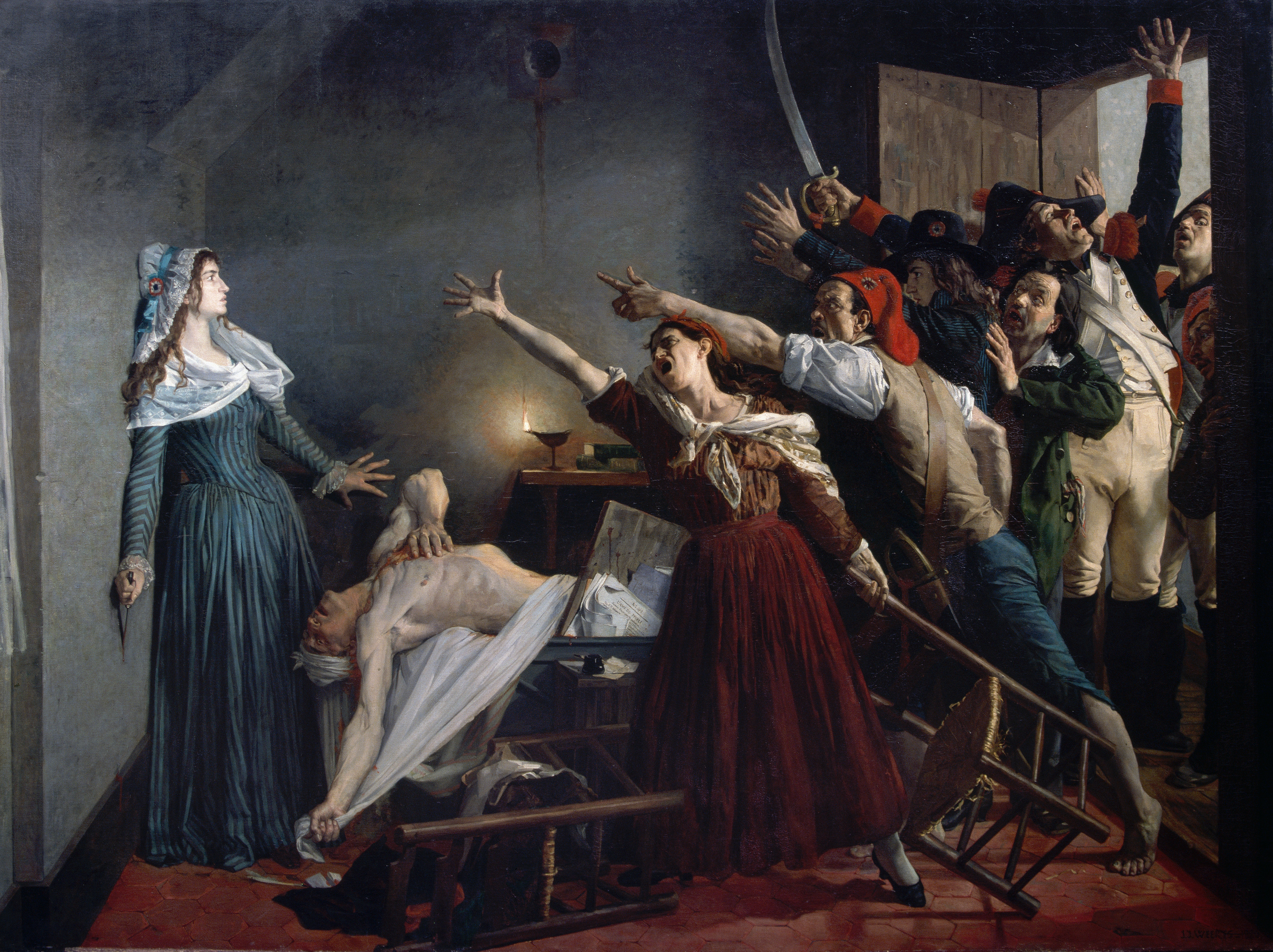
O Assassinato de Marat (1880)